# GG Allin
Kevin Michael Allin (nascut com Jesus Christ Allin, Lancaster, Nou Hampshire, 29 d'agost de 1956 - Nova York, 28 de juny de 1993), més conegut pel seu nom artístic GG Allin, va ser un cantant estatunidenc de punk, conegut per les seves notòries, però alhora controvertides, actuacions en directe, que sovint consistien en accions agressives i desafiadores, com ara defecar i orinar a l'escenari, coprofàgia, cantar nu, autoflagel·lar-se i atacar el públic. Encara que més conegut pels seus xous que per la seva música, va gravar abundantment, no solament en el gènere punk, també country, spoken word i estils de rock més tradicionals. Les seves lletres eren políticament incorrectes en extrem, cobrint temes com la misogínia, la pedofília i el racisme, que van impactar al públic i van crear diferents opinions sobre ell en la comunitat punk més polititzada. Encara que tenia fanàtics molt devots, la música de GG Allin estava sovint mal gravada i produïda, i va rebre opinions desfavorables dels crítics.
No obstant això, el seu estatus com a figura de culte és tanta que un variat nombre d'artistes han versionat les seves cançons: Faith No More, Zeke, The 69 Eyes, Beck, The Lemonheads, Nick Oliveri (membre de Kyuss i Queens of the Stone Age), Dum Dum Girls, Ben Gibbard (membre de Death Cab for Cutie i The Postal Service), John Darnielle (membre de The Mountain Goats), Forgotten Tomb, Human Garbage, Cherry Pop, Diemonster Die, Dead, entre molts altres.

## Biografia

### Infància i adolescència
Allin va ser el segon fill de Colby Allin i Arleta Gunther. El van batejar amb el nom de Jesus Christ perquè el seu pare, un fanàtic cristià de 33 anys, li va explicar a la seva esposa que Jesucrist en persona l'havia visitat i anunciat que el seu fill nounat seria un gran home, un totpoderós a l'estil del messies.
El seu germà gran Merle Allin, era incapaç de pronunciar Jesús correctament, per la qual cosa l'anomenava «Jeje», sobrenom que es convertiria en «GG». La seva família vivia en una cabanya de fusta, sense aigua ni electricitat, al nord de New Hampshire. El pare d'Allin prohibia tota conversa en fosquejar a causa de la seva inestabilitat mental pel seu fanatisme religiós. Era un home antisocial que abusava físicament de la seva esposa i fills, encara que GG Allin mai no va usar això com a excusa per als seus problemes personals. Als 12 anys GG Allin va contreure la malaltia de Lyme i assegura que mai no es va recuperar dels efectes de patir-la.
El 1961 els seus pares es van divorciar. GG Allin i el seu germà van ser a partir de llavors criats per la seva mare i el seu padrastre. La família es va mudar a Vermont el 1966. El 2 de març de 1962, Arleta va canviar el nom legal del seu fill a «Kevin Michael Allin», durant el seu primer any de col·legi perquè el seu fill tingués l'oportunitat de portar una infància lliure de burles.
Allin era un mal estudiant a l'escola, va ser enviat a classes especials i va repetir tercer grau. Segons el seu germà, GG era assetjat pels altres estudiants per no «encaixar». En els seus primers anys d'educació mitjana, va començar a anar a classe vestit de travesti inspirat pels New York Dolls. Quan se li preguntava sobre la seva infantesa, GG Allin explicava: «Molt caòtica. Plena de perills i oportunitats. Veníem drogues, robàvem, entràvem a cases, cotxes, etcètera. Fèiem el que volíem la major part del temps, incloent les bandes en les quals tocàvem. La gent ens odiava ja llavors».

### Carrera musical
Des del principi va sentir atracció pel teatre. Les primeres incursions de GG en la música van ser com a bateria. Mentre tocava amb la seva banda a l'institut va destrossar el decorat i el públic va reaccionar aclamant-lo. GG Allin es va graduar de secundària a Concord el 1975 i després va formar la banda Malpractice amb amics de l'institut i el seu germà Merle. Va tocar la bateria a Malpractice fins que es van separar el 1977. Més endavant es convertiria en el bateria de la banda Stripsearch. Van gravar un vinil de 7 polzades amb les cançons «Galileo» i «Jesus Over New York».
La seva carrera com a cantant va començar amb la banda The Jabbers (1977-1984). El seu disc debut, el 1980, es va titular Always Was, Is and Always Shall Be. GG Allin era un cantant punk similar a Iggy Pop o Stiv Bators dels Dead Boys, una mescla de power-pop i hardcore punk. El contingut de les lletres era humorístic i descarat sense ser ofensiu. Durant un temps la productora dels Dead Boys, Genya Ravan, va ser la seva mànager. La tensió dins The Jabbers es va fer evident, ja que GG Allin estava cada vegada més fora de control, poc compromès, viciat i entrava i sortia de la presó amb regularitat. The Jabbers van optar per dissoldre's.
GG va cantar amb diverses bandes durant els anys 1980, i va enregistrar discos amb The Cedar Street Sluts, The Scumfucs i The Texas Nazis. Allin va cridar l'atenció amb el casset de ROIR (Reachout International Recs) titulat Hated In The Nation, el 1987, que contenia cançons descartades de GG Allin amb The Jabbers, Cedar Street Sluts i Scumfucs. La cinta també contenia enregistraments en viu amb un supergrup creat pel productor de Maximum RocknRoll, Mykel Board. Aquesta banda incloïa J. Mascis de Dinosaur Jr a la guitarra i Mark Kramer de Bongwater al baix.
Quant a la seva vida amorosa, tres dones van ser importants. La que va violar a l'escenari, Tracy Deneault, era una jove adolescent de Garland amb qui Allin va començar a sortir després del seu divorci amb Sandra Farrow. Amb Tracy va tenir una filla: Nico, que va néixer el 13 de març de 1986. Allin i Tracey mai no es van casar i Nico viu allunyada de la seva família.

### Actuacions extremes

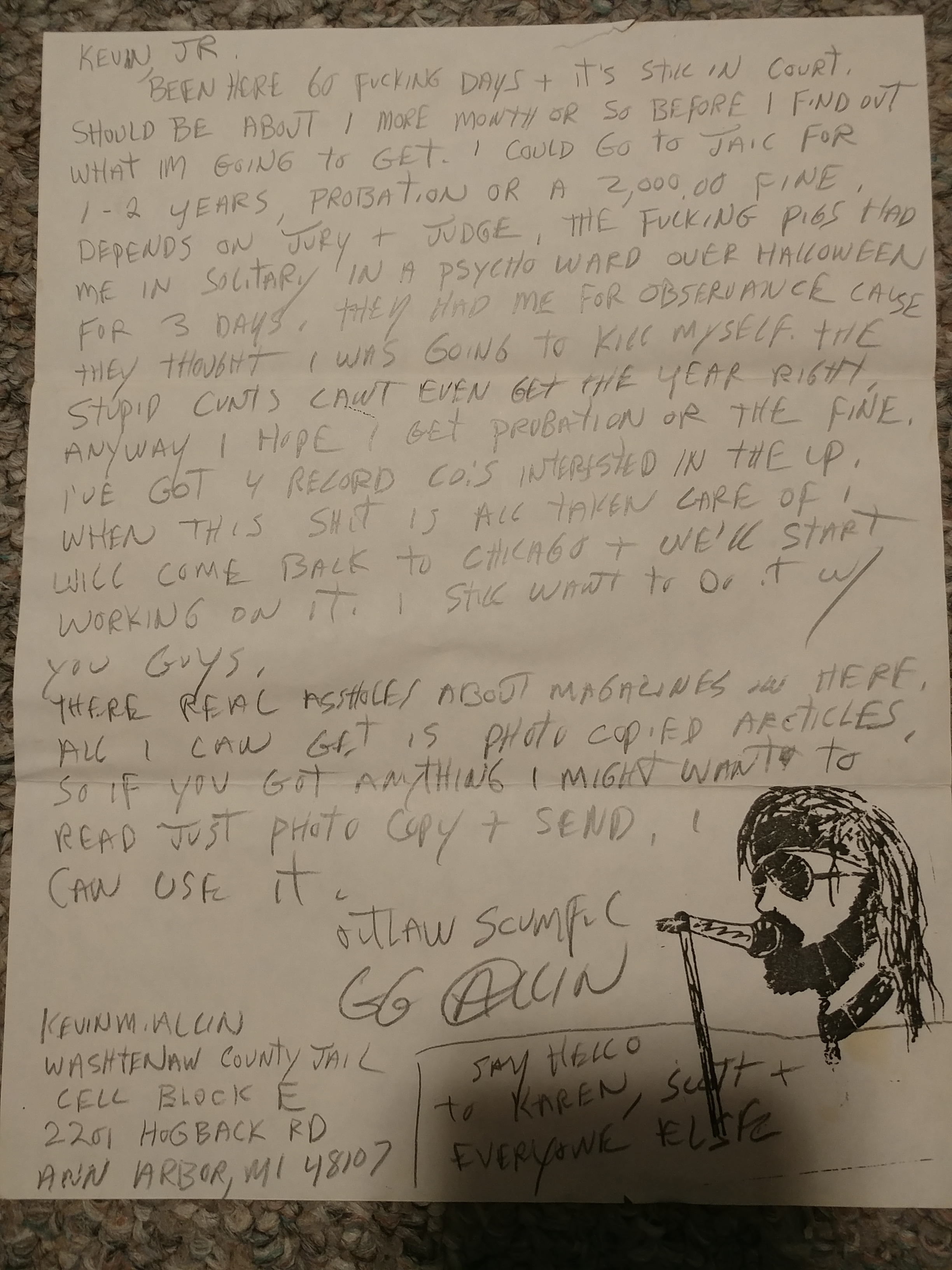
«November»

A mitjan anys 1980, GG Allin es va tornar addicte a l'heroïna i a l'alcohol, encara que tendia a prendre qualsevol estupefaent que els seus amics li facilitessin. La seva higiene era gairebé inexistent i rarament es banyava. En aquest període, GG Allin va començar a ingerir laxants abans de les seves actuacions, ja que la defecació en viu s'havia convertit en un acte regular. GG Allin es descriu a si mateix com «l'últim dels rocanrolers de debò». Amb això volia dir que el rock and roll havia estat en origen una reivindicació d'antiautoritarisme i rebel·lió, però que ara estava en mans de les grans empreses i d'homes de negocis amb diners. La música de GG Allin i les seves actuacions en viu pretenien portar el rock and roll al que ell veia que van ser les seves arrels, arrabassant-ho de les mans del sistema empresarial.
Allin idolatrava la llegenda de la música country Hank Williams, i el veia com un esperit similar. Tots dos eren força solitaris i estranys, prenien de forma habitual estupefaents, tenien poques possessions i viatjaven pel país sense descans. Els enregistraments acústics de GG Allin, sobretot l'EP Troubled Troubadour, estan molt influenciats per Williams. Va gravar la seva pròpia versió de «Family Tradition» de Hank Williams i «Longhaired Redneck» de David Allan Coe, sota el nom de «Scumfuc Tradition» i «Outlaw Scumfuc» respectivament. Després Allin va gravar un altre disc de country, titulat Carnival of Excess. Aquest és probablement el seu disc més professional quant a enregistrament i remasterizació.
En aquest període, GG Allin va col·laborar amb Bulge per a l'àlbum Freaks, Faggots, Drunks and Junkies, The AIDS Brigade (al vinil titulat Expose Yourself To Kids) i The Holymen (You Give Love a Bad Name). GG Allin també va començar a fer concerts parlats. Al no voler una ocupació fixa GG Allin es mantenia venent els seus propis discos, tot i que també assegura haver comès alguns crims, com furts en domicilis i robatoris a mà armada en reiterades ocasions. GG Allin sentia fascinació pels assassins en sèrie. Li escrivia i va visitar John Wayne Gacy a la presó en diverses ocasions. Gacy fins i tot va pintar un retrat de GG Allin que es va convertir en la portada del disc de la banda sonora Hated: GG Allin and The Murder Junkies. Quan se li va preguntar sobre Allin, Gacy va dir: «Gran noi -se l'estima a mort- però empesta pitjor que el més gran vagabund alcohòlic que hagi conegut».
En aquest punt, les actuacions d'Allin, que en general acabaven amb danys considerables als locals i als equips de so, finalitzaven amb detencions de la policia abans d'acabar el concert. Allin va ser acusat d'assalt i d'indecència en un gran nombre d'ocasions. Les seues gires constants només sofrien parades a causa de la presó o per ingressos a l'hospital per enverinament sanguini, ossos trencats o lesions vàries.
Un altre dels seus escàndols van ser les continues amenaces de suïcidi. El 1988, Allin va escriure a Maximum RocknRoll dient que se suïcidaria en un concert la nit de Halloween de 1989. La data el va agafar a la presó. En preguntar-se-li el per què no va complir amb les seves amenaces o sobre les seves defecacions en l'escenari, Allin responia: «Amb GG no tens el que vols—tens el que et mereixes». També deia que «el suïcidi ha de dur-se a terme quan un està en el punt més alt per arribar al més enllà de manera gloriosa».

### Judici de 1989 i empresonament
A la fi de 1989, Allin va ser arrestat i acusat de violar i torturar una noia a Ann Arbor. En l'avaluació psicològica feta com a part del judici es va declarar que Allin tenia una intel·ligència normal i se'l va descriure com a «cortès, cooperatiu i càndid». L'avaluació va resoldre que Allin no tenia problemes psicòtics i semblava còmode amb el seu poc ortodox estil de vida. No obstant això, també va mostrar que Allin presentava comportaments masoquistes i narcisistes, a més de símptomes de trastorn límit de la personalitat i trastorn bipolar.
Allin en principi va negar els càrrecs, afirmant que la dona va ser partícip voluntària de les activitats sexuals, si bé després va canviar la seva versió dels fets. Durant el seu pas per la presó, rebia amb freqüència, la visita del líder de la banda Nirvana, Kurt Cobain. Va ser durant aquest període a la presó quan Allin va començar a sentir-se amb noves energies en la seva vida i la seva «missió», com ell la descrivia, així, va escriure i publicar The GG Allin Manifesto (1990).

### Hated, el documentari
Després de la seva sortida de la presó, Allin va violar la llibertat condicional per anar-se'n de gira, material que va arribar al documental de Todd Phillips Hated: GG Allin And The Murder Junkies. El documental també contenia escenes d'altres actuacions d'Allin, igual que entrevistes amb ell, el seu germà i company de banda Merle, el bateria nu dels Murder Junkies, Donald «Dino Sex» Sachs, i el prolífic guitarrista de Cincinnati, William G. Weber III, amb el qual GG Allin va gravar els seus discos més professionals. La pel·lícula va veure la llum el 1994 i va ser reeditada en DVD el 1997. Durant els anys 1990, GG Allin va gravar el disc Murder Junkies a New Rose Records amb la banda ANTiSEEN. Aquest àlbum contenia 10 temes musicals i 10 peces parlades. A part de Freaks, Faggots, Drunks and Junkies, Allin considerava aquest com el seu millor disc, el qual explorava la seva persona i expressava la seva filosofia de vida.
La creixent popularitat d'Allin va portar-lo a aparèixer als programes de TV The Jerry Springer Show i The Jane Whitney Show. Va ser aclamat i esbroncat per fans i enemics, i Merle apareix en un dels programes am el seu bigot estil Charles Chaplin. 

### Mort i funeral
Allin va morir d'una sobredosi d'heroïna a Manhattan el 28 de juny de 1993, al pis de John Handley Hurt i Dwanna Yount, tres dies després d'assistir a l'estrena del documental Hated. El director va fer unes declaracions sobre la participació d'Allin en l'estrena de la pel·lícula a la revista Bizarre: se'l van trobar estirat a l'apartament el matí del 29, però en realitat havia mort la nit anterior mentre dormia. Tenia 36 anys. El seu últim xou va ser en una benzinera buida: prova de so, concert i final precipitat atès que durant la segona cançó van tallar la llum, per la qual cosa GG Allin va procedir a danyar el local i va caminar nu pel carrer parant busos i automòbils. En els Freakiest Concert Moments de VH1, el xou de GG Allin va quedar en quarta posició.
Aquella nit, Allin va esnifar grans quantitats d'heroïna i cocaïna, la qual cosa va acabar amb la seva vida. Els que estaven amb ell al pis es van fer fotos amb Allin passades les 2 de la matinada sense saber que es trobava en les primeres fases de la fallada respiratòria (van declarar a la policia que estava roncant i van creure que estava dormint). L'endemà al matí van notar que Allin seguia immòbil en el mateix lloc on l'havien deixat i van cridar l'ambulància.
Va haver-hi dues vetlles per GG Allin: una a la manera tradicional irlandesa i l'altra el comiat punk. En el funeral, l'inflat i pàl·lid cos d'Allin va ser vestit amb la seva tradicional jaqueta de cuir. Se li va posar una ampolla de Jim Beam al costat del taüt, com ell mateix ho havia demanat a la cançó «When I Die». A petició del seu germà, el forense va rebre ordre de no rentar el cos (que empestava a alcohol, suor i femta) ni maquillar-lo. El funeral es va convertir en una festa salvatge: els seus amics van posar amb el cadàver, posant-li drogues i alcohol a la boca. Quan el funeral va acabar, el seu germà li va posar uns auriculars a les oïdes connectats a un walkman amb una còpia de The Suicide Sessions. El vídeo del funeral està a la venda i és un dels materials extra de Hated. Allin va ser enterrat al costat dels seus avis. La seva tomba és profanada amb freqüència per fans amb orina, burilles de cigar i alcohol.

### Creences
Allin era un anarquista individualista en extrem i antiautoritari, promovia l'abolició de les lleis i la violència contra la policia en moltes de les seves cançons i en el seu The GG Allin Manifesto. Al programa de Jerry Springer va dir que el seu cos era el temple del rock and roll i la seva carn, sang i fluids eren la seva comunió amb la gent.

## Discografia
- Always Was, Is and Always Shall Be (1980)
- Eat My Fuc (1984)
- You'll Never Tame Me (1985)
- You Give Love a Bad Name (1987)
- Freaks, Faggots, Drunks and Junkies (1988)
- The Suicide Sessions (1989)
- Murder Junkies (1991)
- Brutality and Bloodshed for All (1993)
- Live at The Rat EP (2018)